# 新川コミュニティ放送

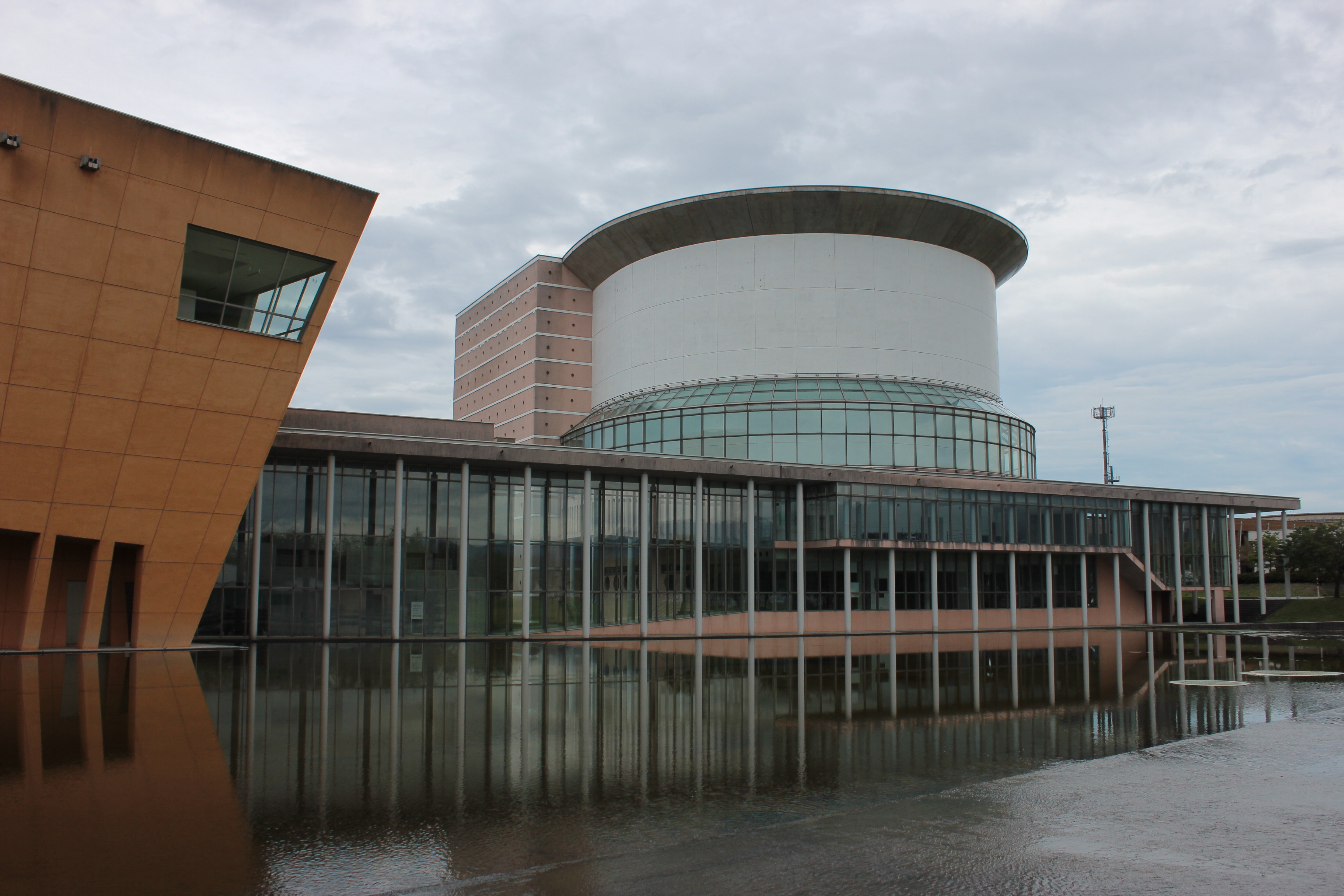
本社・演奏所が置かれている黒部市国際文化センターコラーレ

株式会社新川コミュニティ放送（にいかわコミュニティほうそう）は、富山県黒部市、魚津市、下新川郡入善町・朝日町の各一部地域を放送区域として超短波放送（FM放送）を行っている特定地上基幹放送事業者である。ラジオ・ミューの愛称で、コミュニティ放送（コミュニティFM）を行っている。

## 概要
富山県の地方紙である北日本新聞の系列の放送局であるが、黒部市（20.8%）とYKK（16.5%）が主要株主となっている（出資比率は2020年時点）。コミュニティFMは通常1つの市町村内を放送エリアとして想定されるが、黒部市と山岳地域を除いて隣接していない朝日町にも中継局が設置されており、富山県北東部の新川地域全体が放送エリアとなっている。また、魚津市の魚津商工会議所内にサテライトスタジオを持つ。

## 放送局データ
本社・演奏所
- 富山県黒部市三日市20番地 黒部市国際文化センターコラーレ[1]

サテライトスタジオ
- 富山県魚津市釈迦堂一丁目12番18号 魚津商工会議所ビル[6]

送信所・中継局
- 送信所：黒部市宇奈月町栃屋字広谷 くろべ牧場まきばの風地内
- 中継所[2][4]：宇奈月（黒部市宇奈月温泉、黒部市芸術創造センターセレネ屋上）、朝日（下新川郡朝日町宮崎、カルチャーセンターみやざき）

周波数・出力
- 周波数：76.1 MHz（本局・中継局とも同じ）[1][2][4]
- 出力：本局 20W[2][4]、宇奈月 3W[4]、朝日 5W[4]

## ネット配信
富山県内のコミュニティFMでは唯一SimulRadioにおいてインターネットラジオ配信を行っている（その他はJCBAインターネットサイマルラジオ、エフエムいみずはストリーミング配信を行っていない）。

## 主な番組
2024年10月時点。現在の番組の詳細は、公式サイトのタイムテーブルを参照。

### 自社制作番組
◎印は再放送が設定されている番組を表す。
月曜日 - 金曜日
- 北日本新聞ニュース（8:00・12:55・17:20・18:50、金曜日のみ8:00・13:20・15:15・17:00・18:50）
- 交通情報（7:40・17:45、金曜日のみ7:40・17:15） - 7時台は日本道路交通情報センター（JARTIC）からの交通情報[7]。
- スマイル・モーニング761（月曜日 - 金曜日 7:00 - 8:55）
- サンセット★ミュー（月曜日 - 木曜日 17:00 - 18:50）
- われらまちづくりタイ（月曜日 19:00 - 19:30）◎
- いつでもラジスタ★（月曜日 19:00 - 19:30）◎
- Jazz City（火曜日 19:00 - 20:00）
- 夕ご飯にはさかなの煮つけ（水曜日 19:00 - 19:30）◎
- イカッピのしゃっ♪ばっ♪でぃやん♪ドゥビドゥバ♪（水曜日 19:30 - 20:00）◎
- おとなの時間 夜はこれから（水曜日 20:00 - 21:00）◎
- OH HAPPY DAY!（木曜日 12:00 - 12:55）
- AQUA BEAR（バレーボール V1リーグに所属するKUROBEアクアフェアリーズの応援番組）（木曜日 19:00 - 19:30）◎
- TomomiのMusuc Traveler〜檸檬な気持ち〜（木曜日 19:00 - 20:00）◎
- ボランティアネットワーク（金曜日 12:15 - 12:30）
- らじおDEかわらBAN（金曜日 12:30 - 12:45）
- ふるさとのうた こころのうた（金曜日 12:45 - 13:00）◎
- リーディング情報くろべ（金曜日 13:00 - 13:15）
- 黒部観光マップ（金曜日 13:15 - 13:20）
- 相田みつを・心の声（金曜日 18:00 - 18:15）◎
- 新川BANZAI（金曜日 18:15 - 18:40）
- わくわくFRIDAY（金曜日 15:00 - 18:00）
- かしわ・てば!!（金曜日 19:00 - 19:30）◎
- ミュージュックパワー サウンド&リリックス（金曜日 20:00 - 20:30）

土曜日・日曜日
- らじおトクセン（土曜日 8:30 - 9:00）◎
- 青春の詩（土曜日 9:30 - 10:00）◎
- 集まれフォークナイト（土曜日 20:30 - 21:00）◎
- エンジョイスポーツ（日曜日 18:30 - 19:00）

### ネット受け番組
- コミュネットとやま（金曜日 18:40 - 18:50）[8]
- チェンバリスト明楽みゆきの浪漫紀行（土曜日 9:00 - 9:30、エフエムしろいし）
- 決定!レコ歌ベストテン（土曜日 21:00 - 22:00、中央エフエム）
- 上方演芸会（日曜日 9:00 - 10:00、福井街角放送） - 火曜日から金曜日の早朝にも放送あり。

### その他
特別番組
- 富山民放ラジオ7局ネット 防災スペシャル（9月1日または9月2日以降の平日 9:00 - 11:00）[9][10]
  - 北日本放送（KNBラジオ）・富山エフエム放送（FMとやま）・富山シティエフエム（City-FM）・エフエムとなみ・エフエムいみず・ラジオたかおかとの共同制作。SimulRadioとラジオ・ミューでは配信していないJCBAインターネットサイマルラジオのほか、KNBラジオ・FMとやまを通じてradikoでも配信される。

## 放送形態
2023年時点。自社制作番組以外の時間帯はJ-WAVEの番組が放送される。
基本放送形態
- 毎日5時が放送開始起点となる。月曜日未明の2時から5時までは放送休止。

自社制作（コミュニティ放送他社のネット受け番組も含む）
- 月曜日：7:00 - 9:00、12:40 - 14:00、16:55 - 20:00、深夜 4:00 - 5:00
- 火曜日：7:00 - 9:00、12:55 - 14:00、16:55 - 20:00、深夜 4:00 - 5:00
- 水曜日：7:00 - 9:00、12:55 - 14:00、16:55 - 21:00、深夜 4:00 - 5:00
- 木曜日：7:00 - 9:00、12:00 - 14:00、16:55 - 20:00、深夜 4:00 - 5:00
- 金曜日：7:00 - 9:00、11:30 - 21:00
- 土曜日：8:00 - 11:00、18:00 - 19:00、20:00 - 22:00
- 日曜日：9:00 - 11:00、18:00 - 19:00、深夜 1:00 - 2:00（月曜日未明）

J-WAVEのネット受け
- 上記の自社制作番組以外の各時間帯（上記の放送休止時間帯を除く）

## 主なパーソナリティ
2023年時点。★印はFMとやまでアナウンサーとして在籍経験があることを表す。
- 下澤弥生
- 中島真紀子
- 住吉今日子★
- 朝野真由子
- 牧内直哉★
- 久和恵実★
- 齋藤ひろみ